# Grand Fond (Praslin)
Der Grand Fond (auch: Zimbabwe Point) ist einer der Gipfel auf der Insel Praslin im Inselstaat Seychellen im Indischen Ozean.

## Geographie
Der Berg erreicht eine Höhe von 353 m und ist von tropischem Regenwald bedeckt. Er liegt im Nordwesten der Insel und ist der zweithöchste Gipfel der Insel. An seinem Westhang entspringt der kurze Anse Kerian River, der nach wenigen Kilometern im Westen in die Bucht Anse Kerian mündet.